# L'innocenza di Clara
L'innocenza di Clara è un film italiano del 2012 diretto da Toni D'Angelo.
Unico film italiano in gara al 36º Festival des films du monde de Montréal, è uscito nelle sale italiane il 13 dicembre 2012.
Ispirato ad una storia vera, il film è stato girato tra Carrara e i boschi della Lunigiana, al confine tra Toscana e Liguria.

## Trama
Due amici quarantenni, Maurizio e Giovanni, sono cresciuti insieme in un borgo d'alta montagna ai confini fra Toscana e Liguria, nella zona della Lunigiana dove, abitualmente, vanno insieme a caccia, tra monti, valli, pendii, bivaccando al bordo di sorgenti.
Maurizio ha investito tutti i suoi averi in una cava di marmo e conduce una vita da benestante che lo impegna moltissimo. Giovanni scolpisce statuette di marmo e, sposato con Luisa con la quale ha una figlia, Angela, ragazza introversa e ribelle, conduce invece una vita piuttosto monotona.
Un giorno Maurizio conosce Clara, una donna appena giunta nel loro piccolo borgo, bella ed elegante: in breve i due decidono di sposarsi.
Clara quindi, cerca di calarsi nei panni della moglie perfetta ma, non essendo nella sua natura, un senso di noia, frustrazione, infelicità, comincia lentamente ad affiorare.
Sempre più insofferente, si avvicina a Giovanni per tentare di essere più vicina ai pensieri del marito. Per Giovanni intanto, Clara diventa l'inusuale apertura ad una spontaneità che prima non aveva mai conosciuto.